# Transport Fever 2
Transport Fever is een computerspel uit 2019 waarin de speler een transportbedrijf moet leiden. Het spel werd ontwikkeld door Urban Games en is de opvolger van Train Fever en Transport Fever. Het tycoonspel is beschikbaar voor Windows, Linux en MacOS.

## Spel
In het spel leidt de speler een transportbedrijf dat geld moet verdienen door middel van het vervoeren van vracht of personen. Dit gebeurt door middel van trein, bus, tram, boot of vliegtuig. In het spel verstrijken ook de tijdsperiodes. De speler kan kiezen of men het spel wil beginnen in 1850, 1900, 1950 of 2000. Naarmate de tijd verstrijkt worden er nieuwe voertuigen ontgrendeld. In het jaar 1850 gaat alles nog per stoomtrein en paard en wagen, maar in het jaar 2000 zijn er verschillende vervoersmiddelen.
Net als de vorige games van de serie, richt Transport Fever 2 zich nog steeds op de transportevolutie van de afgelopen vijftien decennia. De campagnemodus herschrijft echter de transportgeschiedenis in vergelijking met Transport Fever, en het spel vindt plaats op drie verschillende continenten. Het spel beschikt in deze versie ook over een sandbox-modus, een kaarteditor en hulpmiddelen voor mods.